# 無類錐體綱
無類錐體綱（学名：Aconoidasida）是黏孢子门下的一个纲。

## 下属分类
本纲包括以下目：
- 血孢子虫目 Haemospororida
- 梨形虫目 Piroplasmorida